# Clytolaema rubricauda
Il colibrì rubino del Brasile (Clytolaema rubricauda (Boddaert, 1783)) è un uccello della famiglia Trochilidae. È l'unica specie nota del genere Clytolaema.

## Descrizione
È un colibrì di media taglia, lungo 10,8–11,3 cm; i maschi pesano 7–9,2 g, le femmine 5,9–7,1 g.

## Biologia
Si nutre del nettare di diverse specie di angiosperme tra cui Helicteris spp., Dombeya spp., Citrus spp.

## Distribuzione e habitat
La specie è diffusa nella Foresta atlantica del Brasile meridionale.